# Kuzhithurai
Kuzhithurai (o Kuzhittura) è una suddivisione dell'India, classificata come municipality, di 20.326 abitanti, situata nel distretto di Kanyakumari, nello stato federato del Tamil Nadu. In base al numero di abitanti la città rientra nella classe III (da 20.000 a 49.999 persone).

## Geografia fisica
La città è situata a 8° 19' 0 N e 77° 10' 60 E e ha un'altitudine di 42 m s.l.m..

## Società

### Evoluzione demografica
Al censimento del 2001 la popolazione di Kuzhithurai assommava a 20.326 persone, delle quali 9.940 maschi e 10.386 femmine. I bambini di età inferiore o uguale ai sei anni assommavano a 2.067, dei quali 1.044 maschi e 1.023 femmine. Infine, coloro che erano in grado di saper almeno leggere e scrivere erano 16.748, dei quali 8.395 maschi e 8.353 femmine.